# Phlogochroa basilewski
Phlogochroa basilewski là một loài bướm đêm trong họ Noctuidae.